# Наумов, Алексей Евгеньевич
Алексей Евгеньевич Наумов (латыш. Aleksejs Naumovs; род. 10 января 1955 года, Рига) — латвийский художник, педагог, пропагандист латвийского искусства за рубежом. С 2007 по 2017 год был ректором Латвийской академии художеств, где в настоящее время является профессором. Работает в жанре пейзажа как в Латвии, так и за рубежом (Франция, Италия, США). Его часто называют самым выдающимся современным латвийским мастером пленэра, многие свои работы он создал а la prima («в один присест»).

## Биография
Алексей Наумов происходит из семьи русских староверов, переселившихся в Латвию в XVIII веке.
Его отец неплохо рисовал, и мальчик рано проявил способности к творчеству. Это побудило родителей отдать его в Рижскую художественную школу имени Я. Розенталя (1968—1974). После её окончания Алексей поступил на отделение монументальной живописи Латвийской академии художеств, где получил диплом художника-живописца и педагога (1974—1980). Дипломная работа «Первый день колхоза» была выполнена под руководством профессора Индулиса Зариньша.
После окончания академии Наумов выбрал распределение учителем рисования в среднюю школу посёлка Царникава, где проработал 6 лет. Работа учителя давала освобождение от службы в Советской армии.
Первой самостоятельной работой Наумова и его однокурсницы Илзе Авотыни была монументально-декоративная роспись и эскизы для витражей окон в зале 5-го медицинского училища на территории комплекса «Гайльэзерс».
В 1980-е годы он получил заказ на монументальную роспись — энкаустику «Лиго. Праздник песни» в юрмальском санатории «Латвия».
Параллельно он учился в мастерской Эдуарда Калниня (1980—1983), в Сорбонне (1987—1988) и в Школе изящных искусств, Париж, Франция (1987—1988). В Сорбонне он совершенствовался в монументальной живописи, мозаике, фреске, сграффито, витраже, а затем преподавал там как молодой специалист.
В 1992 году он получил степень магистра в Латвийской академии художеств.

## Творчество
А. Наумов начал участвовать в выставках с 1977 года. Художник участвовал в групповых вернисажах латвийских художников на родине и за рубежом: в Швеции, Германии, России, Литве, Эстонии, Дании, Италии, США и др.
Работы художника находятся в коллекциях Латвийского национального художественного музея, Третьяковской галереи, Музея Союза художников Латвии, коллекциях современного искусства Swedbank и Ventspils Nafta, Русского художественного фонда и Городского музея Алькамо (Сицилия).
Алексей Наумов считает, что современному художнику, чтобы добиться успеха, необходимо самостоятельно развивать свою карьеру — заниматься самоменеджментом, проводя не только выставки, но и лекции, встречи, образовательные мероприятия для публики, тем самым воспитывая её.
Он выступает за рост финансирования музеев, чтобы они могли покупать картины современных художников, как это делали в советское время Художественный фонд Латвийской ССР и Художественный фонд СССР.

### Выставки
Первая персональная выставка состоялась в 1982 году в Западном Берлине, а затем, в конце 1980-х годов, в Ньюкасле (Великобритания), Париже и Риге. Позже выставки регулярно проводились в Латвии и за рубежом: в Германии, Великобритании, Дании, Италии, Нидерландах и т. д.
2018, март. Ретроспективная выставка А. Наумова в Латвийской академии художеств «Нескончаемый пейзаж» (Nebeidzamā ainava).
2018, март-апрель. К 100-летию Латвии Союз художников германского города Гютерсло (Северный Рейн-Вестфалия) провёл выставку работ А. Наумова и студентов Латвийской академии художеств Kunstakademie Lettland.

## Педагогическая и административная деятельность
Свою педагогическую деятельность Алексей Наумов начал учителем рисования в средней школе, где проверил свои способности работать с аудиторией.
После получения степени магистра в Латвийской академии художеств Наумов быстро поднимался по академической лестнице, став доцентом (1992), а затем профессором (1994). К административной работе он подключился в 1997 году, став проректором ЛАХ, а с 2007 по 2017 год (два срока) занимал должность ректора.
С его деятельностью во главе академии связано международное признание этого вуза, установившего партнёрские связи со 150 учебными заведениями за рубежом и ежегодно направляющего по программе Erasmus учиться за границу и принимающего у себя по 40 студентов. В 2012 году академия при помощи финансирования из европейских фондов получила новый корпус, в который был преобразован старый гараж во дворе исторического здания на бульваре Калпака. При помощи Департамента имущества Рижской думы была начата реконструкция предоставленного академии здания на ул. Авоту, которое предназначено для кафедры скульптуры и кафедры дизайна металлоконструкций.
А. Наумов привлёк к сотрудничеству меценатов Инару и Бориса Тетеревых, которые выделяли стипендии для талантливых студентов, гранты на обучение за рубежом и издание каталогов выставок.

## Семья
Супруга — Анита Паэгле, книжный иллюстратор, член Международного совета детской литературы.